# Йозеф Бугала
Йозеф Бугала (нім. Josef Bugala; 23 серпня 1908, Відень — 1 лютого 1999, Санкт-Леонард-ам-Горнервальд) — австрійський футболіст, воротар.

## Футбольна кар'єра
Провів два міжнародні матчі за збірну Австрії з 1930 по 1931 рік, входив до розширеного складу диво-команди. Однак, був за спиною зіркового конкурента Рудольфа Гідена. Дебютував у збірній Австрії 16 листопада 1930 року в матчі зі Швецією у Відні, що закінчився перемогою з рахунком 4:1. Другий міжнародний матч Бугала провів 17 червня 1931 також у Відні проти Швейцарії. Це була третя гра епохи Вундертім. Австрійці перемогли з рахунком 2:0 з голами Гшвайдля та Шалля.
Бугала розпочав свою кар'єру в скромному клубі «Гуманітас-Гайцгауз». У 1929 році він перейшов до «Рапіда». Грав до 1933 року і відсвяткував свої найбільші успіхи на клубному рівні — титул чемпіона Австрії і перемогу в Кубку Мітропи в 1930 році. Всього в складі «Рапіда» зіграв 77 матчів: 58 в чемпіонаті, 13 в Кубку Австрії і 6 в Кубку Мітропи.
З 1935 по 1946 рік Йозеф Бугала грав за Пошт (Відень) і зумів піднятися до вищої ліги Австрії за підсумками сезону 1935-36. Щоправда, клуб одразу вилетів у сезоні 1936-37. Ще раз «Пошт» зіграв у вищому дивізіоні в 1941-42 і також одразу вилетів. У 1937 році Бугала став чемпіоном Австрії серед аматорів з «Пошт».
Після 1946 року Йозеф Бугала кілька років грав у маловідомих клубах Нижньої Австрії і завершив кар'єру в 1952 році.

## Титули і досягнення
- Чемпіон Австрії (1):

«Рапід» (Відень): 1929-1930
- Володар Кубка Мітропи (1):

«Рапід» (Відень):  1930